# Alwin Nikolais
Alwin Nikolais, né le 25 novembre 1910 à Southington dans le Connecticut aux États-Unis et mort le 8 mai 1993 à New York, est un danseur, chorégraphe et professeur américain particulièrement actif en France de 1970 à sa mort. Grande figure de la danse moderne puis contemporaine, il fut pionnier dans la réalisation d'œuvres multimédia et créa une forme de spectacle total, au sein duquel était donné la même importance aux danseurs, à la lumière, à la scénographie, et à la musique.

## Biographie

### Ses débuts (1910 - 1948)
D'origines russe et allemande, il apprend le piano et la peinture dès son plus jeune âge grâce à sa mère, puis quitte le Connecticut à l'âge de seize ans pour accompagner au piano des films muets. Parallèlement à ce travail, il s'intéresse à diverses autres pratiques artistiques telles que la sculpture, la décoration, la mise en scène, la poésie ou les marionnettes. Trois ans plus tard, perdant son emploi en raison de l'essor du cinéma parlant, il devient accompagnateur de classes de danse.
En 1933, il est marqué par un récital de Mary Wigman, grande danseuse moderne allemande de l'époque, et décide alors de s'initier à la danse. Il commence sa première formation près de Hartford avec Truda Kaschmann, ancienne élève de Mary Wigman, et prend en même temps de 1935 à 1937 la direction artistique du Hartford Parks Marionette Theatre, un nouveau théâtre de marionnettes.
En 1937, il crée à Hardford sa propre compagnie ainsi qu'une école de danse, et commence à travailler la chorégraphie. Durant l'été de la même année, il suit son premier stage à l'école de danse du Bennington College, dans le Vermont, lieu célèbre où se succédèrent les plus grands noms de la danse. Il y retourne jusqu'à l'été 1940 et y rencontre les pionniers de la danse moderne, Martha Graham, Doris Humphrey, Charles Weidman, le compositeur Louis Horst, et surtout Hanya Holm, représentante aux États-Unis du courant chorégraphique de Mary Wigman, avec qui il étudie particulièrement et qui sera l'une de ses professeurs la plus influente sur sa carrière.
En 1939, il reçoit la commande de créer Eight Column Line, son premier ballet, en collaboration avec Truda Kaschmann. Son œuvre est bien accueillie et constitue ses véritables débuts professionnels. Il doit cependant interrompre ses études de danse lorsqu'il est mobilisé pour la Seconde Guerre mondiale, de 1942 à 1945, mais emporte avec lui son système de notation du mouvement, le choroscript. Son expérience du débarquement allié de Normandie le marque et rend dès lors ses réalisations plus graves et sérieuses.
À son retour, il s'établit à New York et reprend ses études auprès d'Hanya Holm, qu'il apprécie particulièrement pour son goût pour l'abstraction. Il enseigne alors dans son école à New York et au College Colorado durant l'été, devient membre de sa compagnie puis finalement son assistant.

### L'essor de son œuvre (1948 - 1970)
En 1948, Alwin Nikolaïs obtient un travail d'enseignant au Henry Street Playhouse, un petit théâtre d'un quartier de l'Est de New-York, avant d'en être nommé directeur artistique l'année suivante. Cette structure, dans laquelle il restera vingt-deux ans, est importante dans sa carrière puisque c'est là qu'il va faire ses recherches chorégraphiques et créer nombre de ses chefs-d'œuvre.
Il commence par restaurer le lieu et l'intégrer dans la vie culturelle du quartier en organisant des cours et spectacles pour enfants, puis fonde une école de danse moderne pour futurs professionnels.
En 1949, au Colorado College où il donne toujours des cours l'été, il rencontre Murray Louis, son élève, qui deviendra plus tard son danseur fétiche, son compagnon et son collaborateur durant plus de quarante ans.
En 1951, Alwin Nikolaïs fonde sa propre compagnie, la Playhouse Dance Company, qui sera renommée plus tard The Nikolais Dance Theatre, et dont  Murray Louis en est le principal danseur, le soliste. La compagnie est installée dans un théâtre de Henry Street dans le quartier du Lower East Side. Se retirant de la scène, Alwin Nikolaïs se consacre alors à l'enseignement et à la création de chorégraphies pour cette compagnie: il y développe de nouvelles idées sur la danse, explore l'abstraction et précise sa conception de théâtre de danse abstraite, de spectacle total dans lequel les hommes sont considérés comme une part de l'environnement qui les entoure et non comme le centre de l'œuvre. Il écrit la plupart des musiques de ses œuvres lui-même à partir de cette période.
En 1953, la compagnie présente Masks, Props, and Mobiles, la première œuvre majeure d'Alwin Nikolaïs, qui mêle déjà les mondes de la danse et du théâtre (dans le jeu de lumière notamment). Cependant c'est en 1956 que la compagnie et le nom de Nikolaïs sont révélés, lors de leur première participation à l'American Dance Festival, où ils présentent Kaleidoscope.
Les années 1960 sont particulièrement productives et deux grandes danseuses intègrent sa compagnie : Susan Buirge, de 1963 à 1967 et Carolyn Carlson de 1965 à 1971, qui sera sa danseuse fétiche, soliste. En 1963, Imago innove par le costume qui déforme complètement le corps humain. Il a beaucoup travaillé sur les accessoires et toutes les possibilités qu'ils présentent. Dans les années 1960, son art chorégraphique a été présenté une fois de plus sur la chaîne de télévision en direct pour le CBS Repertoire Workshop. Son travail Limbo a été présenté en 1968.
En 1970, vingt ans après la création de son école et de sa compagnie, Nikolaïs quitte la Playhouse, part à Manhattan et s'associe avec Murray Louis pour créer la Nikolais-Louis Foundation for Dance, qui regroupe  sa compagnie, le Nikolais Dance Theater ainsi que la Murray Louis Dance Company et une école au sein de laquelle seront formés des chorégraphes comme Luc Petton.

### La reconnaissance internationale (1968 - 1993)

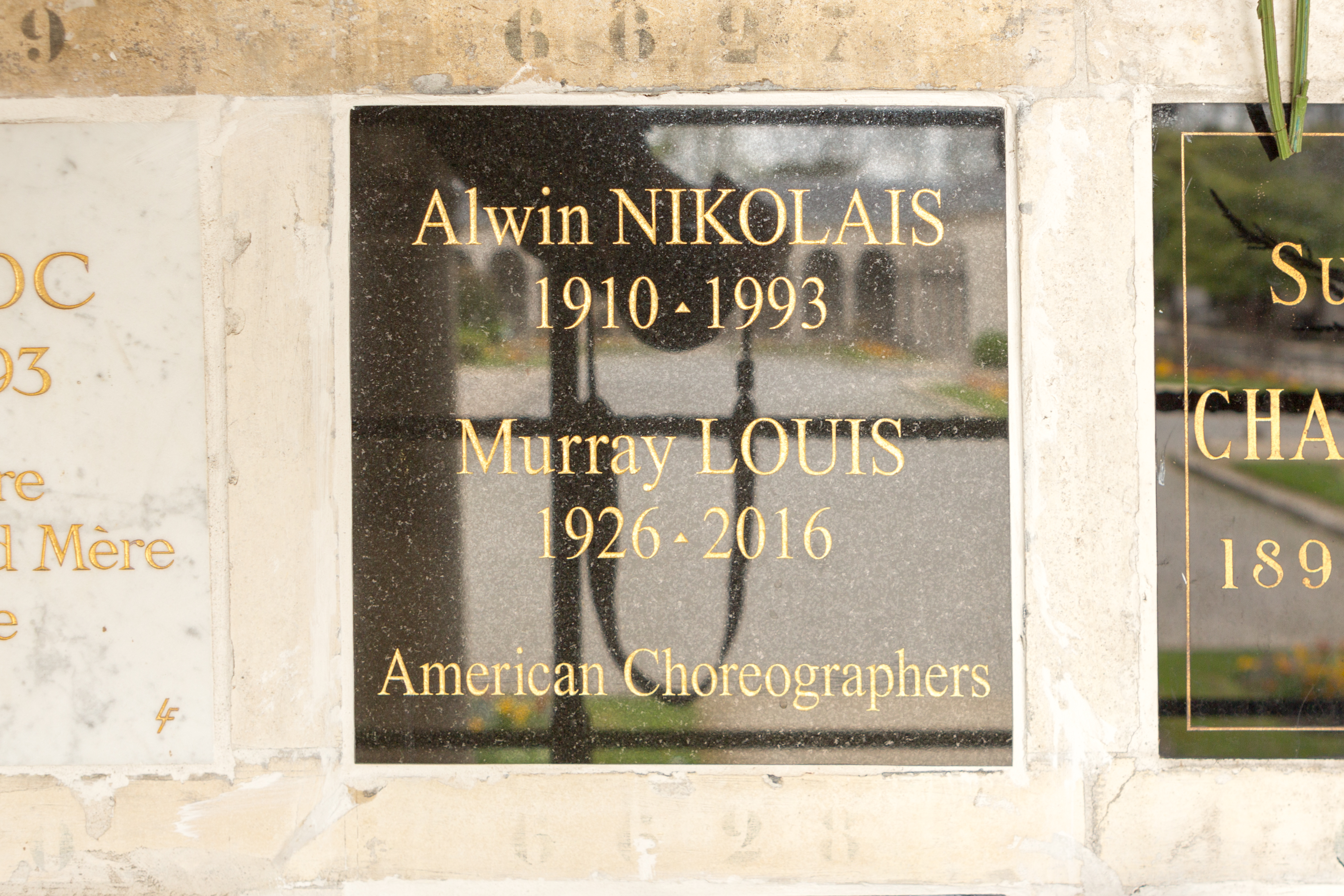
Tombe au cimetière du Père-Lachaise.

Avec le succès de Tent, représenté au Théâtre des Champs-Élysées à Paris en 1968, l'impact de Nikolais sur la danse prend une dimension internationale. À la suite de ce triomphe à Paris, la compagnie commence à se produire dans les plus grands théâtres internationaux et en 1971 commence une longue relation artistique avec le Théâtre de la Ville de Paris, qui invite sa compagnie à huit reprises, continuant jusqu'après sa mort. Nikolaïs remporte à Paris en 1968, avec Imago, le Grand Prix du festival International de la danse. Sa compagnie danse alors dans plus de 20 pays, en Asie, Afrique, Europe, Amérique du Sud, et aux États-Unis.
Durant les années 1970, il crée des films sur ses œuvres pour des chaînes de télévision américaines et européennes, tout en continuant à créer pour sa compagnie. Parallèlement, Susan Buirge s'installe en France et diffuse dès la fin des années 1960 un enseignement hérité en partie de Nikolaïs, puis c'est au tour de Carolyn Carlson, dans le milieu des années 1970, de diffuser sa pratique.
En 1978, il est invité par le Ministère de la Culture français à mettre en place et diriger le nouveau Centre national de danse contemporaine d'Angers, qu'il dirige de 1978 à 1981, afin de donner une institution pérenne à la Nouvelle danse française. Il y forme toute une génération de chorégraphes français, dont Philippe Decouflé, Patrice Grimout, Alain Buffard et Marc Lawton.
Il crée en 1980 sa 99e œuvre, Schéma, pour le ballet de l'Opéra de Paris.
À sa mort, Nikolaïs est l'auteur de près de 130 pièces. Ses cendres reposent au cimetière du Père-Lachaise (case n°6627), auprès de celles de Murray Louis.

## Héritage
À la suite de la mort d'Alwin Nikolaïs, les deux compagnies de la Nikolais–Louis Foundation sont fusionnées et Murray Louis en devient le directeur, jusqu'en 1999, date à partir de laquelle cette compagnie est progressivement abandonnée. En 2002, Murray Louis décide de travailler avec Joan Woodbury, ancienne élève de Nikolaïs, et confie à sa compagnie, la Ririe-Woodbury Dance Company, la préservation et la présentation des œuvres de Nikolaïs, sous la direction d'Alberto del Saz, codirecteur de la Nikolais - Louis Foundation. Ainsi, pour la première fois, une compagnie américaine s'imprègne de l'œuvre d'un chorégraphe pour la transmettre.
Alberto del Saz se charge également de préserver la technique de Nikolais et Louis, en organisant des cours et des reprises du répertoire de Nikolaïs pour des écoles et des danseurs professionnels.

## Théorie
Inspiré par la danse de Mary Wigman et de Hanya Holm, Alwin Nikolais a développé l'idée d'un spectacle total et innova par la révolution visuelle de ses chorégraphies et par sa conception particulière du mouvement. Comme Merce Cunningham, il fut précurseur de la danse contemporaine, mais son apport fut plutôt esthétique, alors que Cunningham apporta une technique.

### Son œuvre
Dès les années 1950, lors de ses premières recherches au Henry Street Playhouse, Alwin Nikolais cherche à libérer la danse des principes de la narrativité et de l'identification à un héros idéalisé, à s'affranchir du réalisme, de l'espace théâtral classique, de l'émotivité humaine et à donner à cet art une autonomie par rapport à la musique,.
Il crée alors rapidement des pièces abstraites, à l'esthétique épurée et pleines d'humour, parfois noir ou sinistre, et développe son concept de théâtre total : considérant l'homme comme une minuscule partie de l'univers, et non comme son centre, il va remettre en cause dans ses pièces le rôle traditionnel des danseurs, en le rendant égal à celui des lumières, des sons et des costumes. Ainsi décentralisé, le corps des interprètes devient un élément parmi d'autres dans la mise en scène.
Artiste multidisciplinaire et usant des technologies les plus modernes, Alwin Nikolais va également innover par la révolution visuelle de ses chorégraphies. Surnommé « le magicien », il conçoit ou crée lui-même la plupart du temps la musique, les décors, costumes, lumières et chorégraphies de ses pièces, et utilise chacun de ces éléments pour transformer les corps des danseurs, jouer sur les illusions scéniques et constituer un univers féerique, faisant émerger une esthétique totalement nouvelle pour l'époque.
- Costumes, masques et accessoires : par l'utilisation d'étranges costumes, de masques et d'autres accessoires de toutes sortes, Nikolaïs transforme ses interprètes en objets méconnaissables, leur faisant perdre tout aspect humain[13] dans le but de parvenir à une nouvelle perception du danseur[16]. Ainsi dans Masks, Props and Mobiles, les interprètes dansent avec des élastiques tendus par les mains et les pieds[13], tandis que dans Kaleidoscope (1956), ils sont complètement métamorphosés par des costumes extensibles qui prolongent leurs bras et déforment leurs corps.
- Lumières : Alwin Nikolais est le premier à explorer les effets des projections lumineuses[15], à partir de Prism, en 1956. Il multiplie les effets de ses pièces en 1967 grâce à l'invention du carrousel Kodak, un projecteur de diapositives qu'il peut contrôler à distance et qu'il utilise dès la pièce Somniloquy : il projette alors des diapositives sur les corps des danseurs[15], donnant de la sorte l'illusion que la direction et la vitesse des mouvements sont multipliés[4]. Par ces effets, Alwin Nikolais cherche à créer de nouvelles dimensions de temps et d'espaces, notamment en rendant le temps plus autonome par rapport au rythme et aux pulsations.
- Créations sonores : dès 1951, Alwin Nikolais compose lui-même la plupart des musiques de ses pièces[3]. Dans les années 1960, il crée des musiques électroniques pour plusieurs spectacles tels que Imago ou Sanctum, à partir du synthétiseur Moog qu'il a pu acheter grâce à une bourse Guggenheim Fellowship et qu'il est le premier à utiliser[15]. Il expérimente la musique à partir de sons divers comme des automobiles ou des instruments asiatiques[8].

Ces innovations peuvent en partie être attribuées au passé de Nikolais : son vocabulaire chorégraphique, les mimiques de films muets, le rythme visuel de ses chorégraphies rappellent son expérience dans le cinéma, tandis que l'on retrouve le souvenir de son théâtre de marionnettes dans l'usage de certains accessoires, dans les masques, et dans le thème des pièces Guignol (1977) et Schéma (1980).
Dans les années 1970, l'œuvre d'Alwin Nikolais connait une seconde période, plus vaudevillesque et épurée, montrant des comédies humaines et redonnant plus d'importance au corps humain, telles que les pièces Gallery (1978) ou Blank on Blank (1987).

### Sa pédagogie
Il développe une pédagogie du mouvement où le centre devient flexible et localisable dans n'importe quel point du corps. L'improvisation et la composition font partie intégrante de la formation technique.

## Œuvres principales
- 1939 : Eight Column Line (premier ballet)
- 1949 : Lobster Quadrille
- 1953 : Masks, Props and Mobiles (première œuvre majeure de la Playhouse Dance Company)
- 1955 : Tensile Involvement (chorégraphie, son, costumes et lumières d'Alwin Nikolais)
- 1956 : Kaleidoscope (œuvre qui révèle Alwin Nikolais à l'American Dance Festival)
- 1956 : Prism (pièce dans laquelle Nikolais explore pour la première fois les possibilités des lumières)
- 1957 : Cantos
- 1959 : Allegory
- 1960 : Totem
- 1963 : Imago (chorégraphie, son, costumes et lumières d'Alwin Nikolais)
- 1964 : Sanctum
- 1967 : Somniloquy
- 1968 : Tente
- 1971 : Scenario
- 1972 : Chrysalis
- 1974 : Crossfade
- 1976 : Triad
- 1977 : Guignol
- 1978 : Galerie
- 1979 : Countdown
- 1980 : Schéma
- 1982 : Étang (chorégraphie, son, costumes et lumières d'Alwin Nikolais)
- 1985 : Crucible (chorégraphie, son et lumières d'Alwin Nikolais)
- 1987 : Blanc sur blanc (chorégraphie, son, costumes et lumières d'Alwin Nikolais)
- 1990 : The Crystal and the Sphere
- 1992 : Aurora

## Récompenses et distinctions
Alwin Nikolaïs a reçu de nombreuses récompenses aux États-Unis et en Europe, dont les principales sont citées ci-dessous.
Aux États-Unis :
- 1964 et 1967 : Guggenheim Fellowship
- 1985 : American Dance Festival Award pour l'ensemble de sa carrière
- 1987 : National Medal of Arts par le président Ronald Reagan

En Europe :
- 1968 : Grand Prix du Festival international de danse de Paris (actuellement Concours international de danse de Paris)
- 1982 : Commandeur de l'Ordre des Arts et des Lettres
- 1984 : Chevalier dans l'Ordre de la Légion d'honneur
- 1988 : Médaille vermeil de la Ville de Paris

### Filmographie
- Christian Blackwood, Nik and Murray, 1987, documentaire, 82 min
- Totem, 1963, 16 min : interprétation filmée de l'œuvre Totem, avec The Nikolais Dance Theatre
- Murray Louis, Dance as an Art Form, New York, Jack Lieb Productions/Chimera Foundation for dance, 1973, 5 x 30 min, couleur : film en 5 parties consacré à l'œuvre et la pédagogie de Nikolais.
- Nik, An experience in Sight and Sound, 1974, 26 min

### Discographie
- Alwin Nikolais : Electronic Dance Music: compilation des compositions musicales d'Alwin Nikolaïs, éditées en 2007